# Alyaksandr Yatskevich
Alyaksandr Yatskevich (tiếng Belarus: Аляксандр Яцкевіч; tiếng Nga: Александр Яцкевич; sinh 4 tháng 1 năm 1985) là một cầu thủ bóng đá Belarus. Tính đến năm 2017, anh thi đấu cho Slutsk.

## Danh hiệu
Naftan Novopolotsk
- Vô địch Cúp bóng đá Belarus: 2008–09, 2011–12